# هاکوب ساناساریان
هاکوب آرباکی ساناساریان (ارمنی: Հակոբ Արբակի Սանասարյան؛ زادهٔ ۲۱ دسامبر ۱۹۳۶) یک  سیاستمدار اهل ارمنستان است که از تاریخ ۱۹۹۰ تا تاریخ ۱۹۹۵ سمت نمایندگی دوره اول شورای عالی جمهوری ارمنستان را برعهده داشت.

## زندگی‌نامه
در 	۲۱ دسامبر ۱۹۳۶ در ارمنستان به دنیا آمد . 